# Qilinyu
 (mars 2024).
 (mars 2024).
La mise en forme du texte ne suit pas les recommandations de Wikipédia : il faut le « wikifier ».
Les points d'amélioration suivants sont les cas les plus fréquents. Le détail des points à revoir est peut-être précisé sur la page de discussion.
- Les titres sont pré-formatés par le logiciel. Ils ne sont ni en capitales, ni en gras.
- Le texte ne doit pas être écrit en capitales (les noms de famille non plus), ni en gras, ni en italique, ni en « petit »…
- Le gras n'est utilisé que pour surligner le titre de l'article dans l'introduction, une seule fois.
- L'italique est rarement utilisé : mots en langue étrangère, titres d'œuvres, noms de bateaux, etc.
- Les citations ne sont pas en italique mais en corps de texte normal. Elles sont entourées par des guillemets français : « et ».
- Les listes à puces sont à éviter, des paragraphes rédigés étant largement préférés. Les tableaux sont à réserver à la présentation de données structurées (résultats, etc.).
- Les appels de note de bas de page (petits chiffres en exposant, introduits par l'outil «  Source ») sont à placer entre la fin de phrase et le point final[comme ça].
- Les liens internes (vers d'autres articles de Wikipédia) sont à choisir avec parcimonie. Créez des liens vers des articles approfondissant le sujet. Les termes génériques sans rapport avec le sujet sont à éviter, ainsi que les répétitions de liens vers un même terme.
- Les liens externes sont à placer uniquement dans une section « Liens externes », à la fin de l'article. Ces liens sont à choisir avec parcimonie suivant les règles définies. Si un lien sert de source à l'article, son insertion dans le texte est à faire par les notes de bas de page.
- La présentation des références doit suivre les conventions bibliographiques. Il est recommandé d'utiliser les modèles {{Ouvrage}}, {{Chapitre}}, {{Article}}, {{Lien web}} et/ou {{Bibliographie}}. Le mode d'édition visuel peut mettre en forme automatiquement les références.
- Insérer une infobox (cadre d'informations à droite) n'est pas obligatoire pour parachever la mise en page.

Pour une aide détaillée, merci de consulter Aide:Wikification.
Si vous pensez que ces points ont été résolus, vous pouvez retirer ce bandeau et améliorer la mise en forme d'un autre article.
Qilinyu rostrata
Genre
Espèce
Qilinyu est un genre fossile de placodermes précoces de la fin du Silurien (étage Ludfordien supérieur, ~423 Ma) de Chine. Il n'est représenté que par une seule espèce, Qilinyu rostrata, de la faune Xiaoxiang de la Formation Kuanti. Avec son Entelognathus contemporain, Qilinyu est un placoderme inhabituel présentant certains traits plus similaires à ceux des poissons osseux, tels que les os de la mâchoire dermique et les nageoires en forme de lobe. Il peut être caractérisé par des adaptations à un mode de vie benthique, avec la bouche et les narines sous la tête, semblables aux placodermes antiarches non apparentés. 

## Découverte
Qilinyu rostrata est basé sur plusieurs spécimens bien conservés trouvés dans le district de Qilin au Yunnan, en Chine. Le spécimen holotype est le plus complet, représentant un ensemble d'armures de tête et de tronc entièrement articulées, ne manquant que les dentaires (mâchoires inférieures). Tous les spécimens ont été collectés dans la faune de Xiaoxiang, un lagerstätte de la formation Kuanti. Les fossiles de la faune de Xiaxiang ont été fouillés au cours de plusieurs voyages entre 1999 et 2016 et sont désormais stockés à l'Institut de paléontologie des vertébrés et de paléoanthropologie (IPVP). Ils comprennent un certain nombre de poissons anciens, dont Entelognathus, un parent de Qilinyu décrit en 2013.
La biostratigraphie des conodontes a indiqué que la faune a été déposée dans la dernière partie du Silurien, en particulier au stade Ludfordien tardif vers la fin de l'époque de Ludlow. En termes numériques, Qilinyu rostrata a environ 423 millions d'années.
Qilinyu doit son nom au district de Qilin, qui à son tour porte le nom du Qilin, une bête légendaire de la mythologie chinoise. La nature chimérique du Qilin mythologique est référencée par la combinaison de traits de type placoderme et ostéichthyens apparents chez Qilinyu. Le nom de l'espèce rostrata fait référence au rostre distinctif.

## Description
La région blindée préservée de la tête et du tronc de Qilinyu mesure 126 mm de longueur. Comme les autres placodermes, l'armure est divisée en armure de tête (c'est-à-dire la partie osseuse du crâne) et en armure de tronc (un anneau complet de plaques derrière le crâne). L'armure est ornée de tubercules de forme ovale.
La forme du crâne a été décrite comme « semblable à celle d'un dauphin », avec un crâne en forme de dôme et un court rostre en saillie.
Le crâne a un profil en forme de dauphin, avec un front bombé se terminant par un court rostre triangulaire (museau). Le rostre se projette en avant tandis que les mâchoires et les narines sont complètement en retrait sous la tête, à la manière d'une raie ou d'un esturgeon. Les orbites (orbites oculaires) sont petites, largement espacées et décalées vers l’avant vers la base du rostre. Un anneau sclérotique de trois os entoure chaque orbite.

### Mâchoires
Comme Entelognathus, Qilinyu peut être décrit comme un « placoderme maxillaire ». Cela signifie qu'il comporte trois os minces de chaque côté de la mâchoire : le prémaxillaire à l'avant de la mâchoire supérieure, le maxillaire sur le côté et le dentaire le long du bord de la mâchoire inférieure. Cela contraste avec la plupart des autres placodermes, qui ont des plaques gnathales (os internes en forme de lame se fixant aux cartilages de la mâchoire) plutôt que des os externes de la mâchoire. En conséquence, Entelognathus et Qilinyu ressemblent davantage aux ostéichthyens (poissons osseux et tétrapodes) dans la structure de leur mâchoire. Il n'existe aucune preuve de l'existence d'os internes supplémentaires de la mâchoire, tels que les coronoïdes ou les dermopalatines, qui complètent les os marginaux de la mâchoire des poissons osseux.
Une autre différence avec les poissons osseux est que les trois os de la mâchoire externe du Qilinyu sont complètement édentés et ont une section transversale en forme de L. Ils ont à la fois une surface verticale étroite (lame faciale) visible de l'extérieur et une surface horizontale plus large (lame palatine) qui est courbée vers l'intérieur au bord de la bouche. Les trois os ont cette condition à Qilinyu. À l'inverse, le dentaire d’Entelognathus est en forme de lame et seuls le prémaxillaire et le maxillaire ont une lame palatine. Qilinyu manque également d'infradentaires (os au bord inférieur de la mâchoire) ou de plaques gulaires (armure de la gorge), contrairement à Entelognathus et aux poissons osseux. Cela signifie que le dentaire est le seul composant de la mâchoire inférieure du Qilinyu, à l'exception d'un petit espace cartilagineux au niveau du menton.

### Armure de tête

Armure de tête et de tronc de Qilinyu avec d'autres placodermes maxillaires.
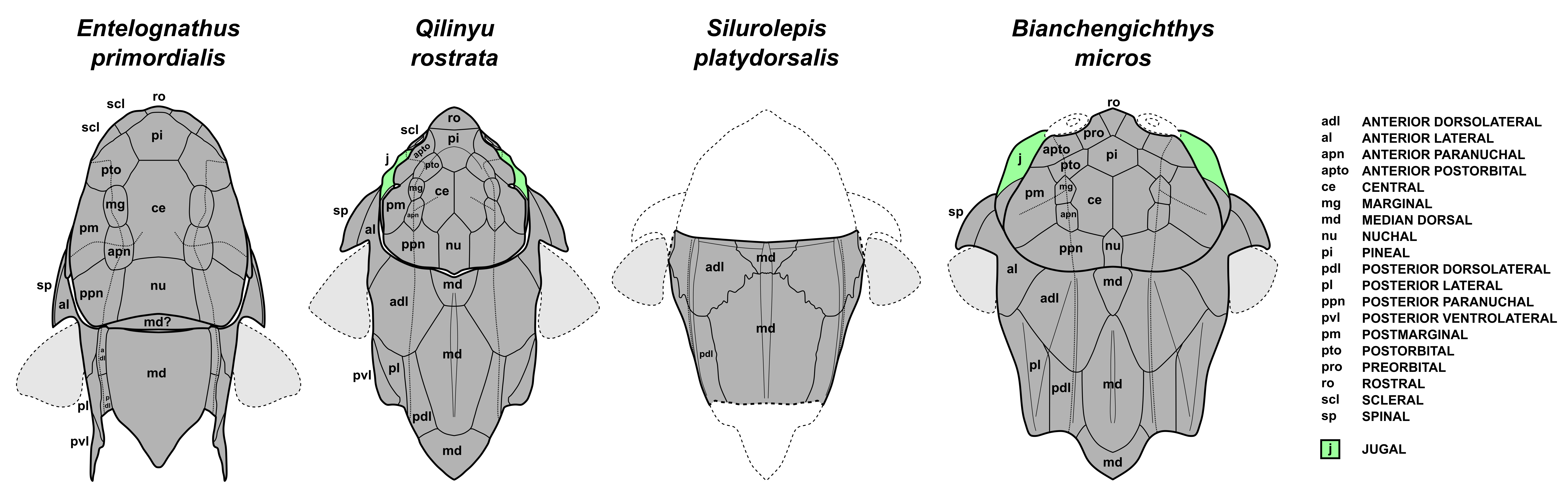
Vue dorsale.
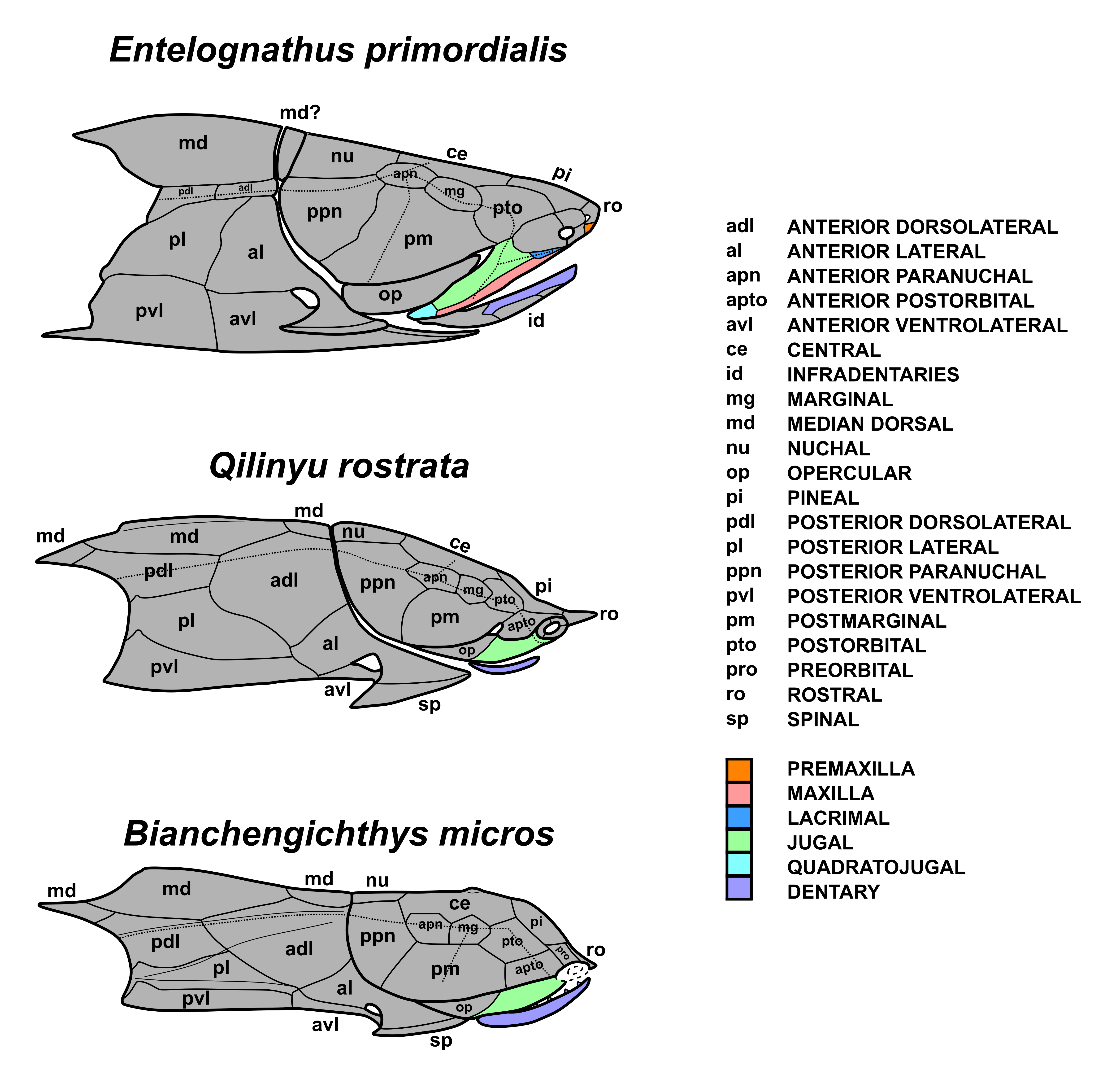
Vue latérale.

La face supérieure du rostre est protégée par une plaque rostrale, suivie le long de la ligne médiane du crâne par une plaque pinéale largement inclinée (entre les yeux), puis par des plaques centrales appariées et enfin par une plaque nuchale étroite avec une pointe arrière pointue. La face inférieure du rostre est entourée par la plaque prémédiane (un grand os plat en forme de losange) et de petites plaques postnasales sur le côté des narines. Un large sillon s'étend de chaque narine jusqu'à l'extrémité du rostre.
Derrière l'œil, la surface latérale du crâne est dominée par deux os : la plaque postorbitaire antérieure (à l'avant) et la plaque postmarginale (à l'arrière). La plaque post-orbitaire antérieure est plus petite et fait avancer une fine bande d'os au bord supérieur de l'orbite, tandis que la plaque post-marginale, beaucoup plus grande, constitue la majeure partie de la région de la joue. Ces deux plaques sont divisées par une profonde encoche qui abritait vraisemblablement un spiracle. Les plus gros os du crâne sont les plaques paranuchales postérieures, dont chacune forme le bord arrière de l'armure de la tête, entre les plaques nuchales et postmarginales. Trois os elliptiques assez petits (les plaques paranuchales postorbitales, marginales et antérieures) s'étendent en rangée au-dessus de la plaque post-marginale. Outre la forme générale de la tête, l'armure de Qilinyu diffère de celle d’Entelognathus par la présence de plaques centrales appariées (plutôt que singulières), de deux plaques postorbitales de chaque côté du crâne (plutôt qu'une) et d'anneaux scléraux non fusionnés au crâne (plutôt que fusionné). Qilinyu diffère de Bianchengichthys en possédant un rostre plus long tout en manquant de denticules dentaires, une branche de ligne latérale sur le postmarginal et une plaque préorbitaire de chaque côté du rostral.
Qilinyu, Entelognathus et les poissons osseux ont tous trois os non mâchoires distinctifs flanquant la mâchoire supérieure : le lacrymal, le jugal et l'operculaire. Chez Qilinyu, les lacrymaux sont cachés sous la tribune et font le lien entre les narines également cachées et les os de la mâchoire supérieure. Le jugal est visible sur le côté du crâne, directement au-dessus du maxillaire et derrière les yeux. L'operculaire est une fine couverture branchiale qui s'attache directement à l'arrière du jugal plutôt qu'à un intermédiaire cartilagineux. Il possède également une lame interne déviée semblable aux os de la mâchoire. À ces deux égards, l'operculaire ressemble le plus à celui des antiarches yunnanolépididés.
La rainure principale de la ligne latérale s'étend du dos postorbitaire droit à travers le marginal et les paranuchals. À son extrémité avant, il se courbe brusquement vers le bas pour former le sillon de la ligne infra-orbitaire, qui passe derrière l'œil le long de la partie postorbitaire antérieure et du jugal. Une rainure latérale supplémentaire (la ligne de fosse postérieure) se ramifie vers l'intérieur depuis le paranuchal antérieur jusqu'à la plaque centrale.

### Armure de tronc et ailerons
Comme les autres placodermes, Qilinyu possède une vaste armure de tronc étroitement séparée du crâne. Le bord avant de l'armure du tronc trace étroitement le bord arrière du crâne le long d'une série de rainures et de crêtes, sans espace majeur. Il y a trois plaques dorsales médianes alignées le long de la surface supérieure du tronc. La deuxième plaque est hexagonale et particulièrement allongée, et est très probablement homologue de la plaque dorsale médiane principale d'autres placodermes avancés. Il est légèrement convexe, mais sinon, l'armure du tronc manque de crêtes ou de crêtes acérées. La troisième plaque est une caractéristique énigmatique qui pourrait être à l'origine une écaille corporelle agrandie, comme on le voit chez Sigaspis. La première plaque est également inhabituelle ; peu d'autres placodermes ont une première plaque dorsale médiane plus petite que la seconde. La première plaque est provisoirement considérée comme homologue à la (grande) première plaque dorsale médiane des antiarches, ainsi qu'à une plaque cervicale non attachée chez Entelognathus (où elle est connue sous le nom de postnucal), Sigaspsis et Eurycaraspis (où elle est connue sous le nom d'extrascapulaire). Silurolepis et Bianchengichthys sont les seuls autres placodermes avec des proportions médianes de plaque dorsale similaires à celles de Qilinyu,.
Quatre plaques sont principalement exposées de chaque côté du tronc : la dorsolatérale antérieure (avant supérieur), la latérale antérieure (avant inférieur), la dorsolatérale postérieure (arrière supérieur) et la latérale postérieure (arrière inférieur). Parmi ces quatre, la plaque dorsolatérale antérieure occupe la plus grande surface, contrairement à Silurolepis. La plaque latérale antérieure est de forme irrégulière et s’étend vers l’avant. Il sert de base à une plaque vertébrale proéminente en forme de lame qui fait saillie vers l'extérieur sur le côté du corps. La ligne latérale continue du crâne jusqu'aux plaques dorsolatérales. La surface inférieure du tronc présente deux petits os médians pentagonaux (les plaques ventrales médianes antérieure et postérieure) entourés de deux paires de grands os rectangulaires (les plaques ventrolatérales antérieure et postérieure). Les deux plaques ventrolatérales forment une petite contribution au côté du tronc le long d'un bord courbé, et les plaques ventrolatérales postérieures sont beaucoup plus grandes que leurs homologues antérieures.
Qilinyu a une forme unique d'articulation du cou imbriquée qui n'a pas été signalée auparavant chez les placodermes. Le bord avant de chaque plaque dorsolatérale antérieure abrite une rainure en forme de U (la rainure obstantique) bordée par une paire de crêtes acérées. Le bord arrière de la plaque paranuchale postérieure du crâne s'insère dans cette rainure, une forme d'articulation similaire à celle des antiarches, où elle est appelée articulation « ginglymoïde inversée ». Contrairement aux antiarches, la face inférieure de la plaque paranuchale postérieure présente également une dépression peu profonde définie par une crête en forme de tablette. Cela permet à la crête inférieure de l'armure du tronc de s'insérer dans le crâne, à l'instar de l'articulation du cou « ginglymoïde » de certains arthrodires. La « double articulation » de Qilinyu peut également être présente chez Silurolepis (sur la base de l'anatomie de son armure de tronc) et de Bianchengichthys (sur la base de l'apparence de sa tête et de son armure de tronc).
Qilinyu a été le premier placoderme maxillaire découvert avec des nageoires pectorales et pelviennes préservées. Les nageoires pectorales s'insèrent dans un large espace creusé entre les plaques ventrolatérales antérieure et latérale antérieure. Les nageoires pelviennes s'attachent à une petite plaque isolée derrière l'armure du tronc. La base de chaque nageoire est un lobe charnu recouvert de petites écailles, bien que le bord postérieur de la nageoire soit vraisemblablement large et nu.

## Classification
Qilinyu rostrata, avec Entelognathus, démontre des preuves supplémentaires que les gnathostomes modernes ont évolué à partir de placodermes,.
Parcimonie maximale et analyses phylogénétiques bayésiennes dans la description originale de Zhu et al. (2016) ont placé Q. rostrata comme taxon frère d'un clade contenant Entelognathus, Janusiscus et du groupe couronne des gnathostomes (c'est-à-dire des poissons osseux et cartilagineux et leurs descendants). Une redescription de Silurolepis par Zhu et al. (2019) a permis de découvrir que Qilinyu et Silurolepis étaient des taxons frères, même si, sinon, les résultats étaient les mêmes que ceux de l'article précédent. Bianchengichthys, un placoderme maxillaire décrit par Li et al. (2021), est également similaire à Qilinyu. Il occupe une polytomie avec les taxons Qilinyu, Silurolepis et les taxons couronnes.

### Cladogramme
Ci-dessous un cladogramme montrant les résultats de Zhu et al. (2016) :
|  | Jagorina   |
|  |            |
|  | Gemuendina |
|  |            |

|  | Arthrodira    |
|  |               |
|  | Ptyctodontida |
|  |               |

|  | Janusiscus                                                      |
|  |                                                                 |
|  | \| \| Chondrichthyes \| \| \| \| \| \| Osteichthyes \| \| \| \| |
|  |                                                                 |
|  | Chondrichthyes                                                  |
|  |                                                                 |
|  | Osteichthyes                                                    |
|  |                                                                 |

|  | Chondrichthyes |
|  |                |
|  | Osteichthyes   |
|  |                |

|  | Janusiscus                                                      |
|  |                                                                 |
|  | \| \| Chondrichthyes \| \| \| \| \| \| Osteichthyes \| \| \| \| |
|  |                                                                 |
|  | Chondrichthyes                                                  |
|  |                                                                 |
|  | Osteichthyes                                                    |
|  |                                                                 |

|  | Chondrichthyes |
|  |                |
|  | Osteichthyes   |
|  |                |

|  | Janusiscus                                                      |
|  |                                                                 |
|  | \| \| Chondrichthyes \| \| \| \| \| \| Osteichthyes \| \| \| \| |
|  |                                                                 |
|  | Chondrichthyes                                                  |
|  |                                                                 |
|  | Osteichthyes                                                    |
|  |                                                                 |

|  | Chondrichthyes |
|  |                |
|  | Osteichthyes   |
|  |                |

|  | Janusiscus                                                      |
|  |                                                                 |
|  | \| \| Chondrichthyes \| \| \| \| \| \| Osteichthyes \| \| \| \| |
|  |                                                                 |
|  | Chondrichthyes                                                  |
|  |                                                                 |
|  | Osteichthyes                                                    |
|  |                                                                 |

|  | Chondrichthyes |
|  |                |
|  | Osteichthyes   |
|  |                |

|  | Arthrodira    |
|  |               |
|  | Ptyctodontida |
|  |               |

|  | Janusiscus                                                      |
|  |                                                                 |
|  | \| \| Chondrichthyes \| \| \| \| \| \| Osteichthyes \| \| \| \| |
|  |                                                                 |
|  | Chondrichthyes                                                  |
|  |                                                                 |
|  | Osteichthyes                                                    |
|  |                                                                 |

|  | Chondrichthyes |
|  |                |
|  | Osteichthyes   |
|  |                |

|  | Janusiscus                                                      |
|  |                                                                 |
|  | \| \| Chondrichthyes \| \| \| \| \| \| Osteichthyes \| \| \| \| |
|  |                                                                 |
|  | Chondrichthyes                                                  |
|  |                                                                 |
|  | Osteichthyes                                                    |
|  |                                                                 |

|  | Chondrichthyes |
|  |                |
|  | Osteichthyes   |
|  |                |

|  | Janusiscus                                                      |
|  |                                                                 |
|  | \| \| Chondrichthyes \| \| \| \| \| \| Osteichthyes \| \| \| \| |
|  |                                                                 |
|  | Chondrichthyes                                                  |
|  |                                                                 |
|  | Osteichthyes                                                    |
|  |                                                                 |

|  | Chondrichthyes |
|  |                |
|  | Osteichthyes   |
|  |                |

|  | Janusiscus                                                      |
|  |                                                                 |
|  | \| \| Chondrichthyes \| \| \| \| \| \| Osteichthyes \| \| \| \| |
|  |                                                                 |
|  | Chondrichthyes                                                  |
|  |                                                                 |
|  | Osteichthyes                                                    |
|  |                                                                 |

|  | Chondrichthyes |
|  |                |
|  | Osteichthyes   |
|  |                |

|  | Arthrodira    |
|  |               |
|  | Ptyctodontida |
|  |               |

|  | Janusiscus                                                      |
|  |                                                                 |
|  | \| \| Chondrichthyes \| \| \| \| \| \| Osteichthyes \| \| \| \| |
|  |                                                                 |
|  | Chondrichthyes                                                  |
|  |                                                                 |
|  | Osteichthyes                                                    |
|  |                                                                 |

|  | Chondrichthyes |
|  |                |
|  | Osteichthyes   |
|  |                |

|  | Janusiscus                                                      |
|  |                                                                 |
|  | \| \| Chondrichthyes \| \| \| \| \| \| Osteichthyes \| \| \| \| |
|  |                                                                 |
|  | Chondrichthyes                                                  |
|  |                                                                 |
|  | Osteichthyes                                                    |
|  |                                                                 |

|  | Chondrichthyes |
|  |                |
|  | Osteichthyes   |
|  |                |

|  | Janusiscus                                                      |
|  |                                                                 |
|  | \| \| Chondrichthyes \| \| \| \| \| \| Osteichthyes \| \| \| \| |
|  |                                                                 |
|  | Chondrichthyes                                                  |
|  |                                                                 |
|  | Osteichthyes                                                    |
|  |                                                                 |

|  | Chondrichthyes |
|  |                |
|  | Osteichthyes   |
|  |                |

|  | Janusiscus                                                      |
|  |                                                                 |
|  | \| \| Chondrichthyes \| \| \| \| \| \| Osteichthyes \| \| \| \| |
|  |                                                                 |
|  | Chondrichthyes                                                  |
|  |                                                                 |
|  | Osteichthyes                                                    |
|  |                                                                 |

|  | Chondrichthyes |
|  |                |
|  | Osteichthyes   |
|  |                |

|  | Arthrodira    |
|  |               |
|  | Ptyctodontida |
|  |               |

|  | Janusiscus                                                      |
|  |                                                                 |
|  | \| \| Chondrichthyes \| \| \| \| \| \| Osteichthyes \| \| \| \| |
|  |                                                                 |
|  | Chondrichthyes                                                  |
|  |                                                                 |
|  | Osteichthyes                                                    |
|  |                                                                 |

|  | Chondrichthyes |
|  |                |
|  | Osteichthyes   |
|  |                |

|  | Janusiscus                                                      |
|  |                                                                 |
|  | \| \| Chondrichthyes \| \| \| \| \| \| Osteichthyes \| \| \| \| |
|  |                                                                 |
|  | Chondrichthyes                                                  |
|  |                                                                 |
|  | Osteichthyes                                                    |
|  |                                                                 |

|  | Chondrichthyes |
|  |                |
|  | Osteichthyes   |
|  |                |

|  | Janusiscus                                                      |
|  |                                                                 |
|  | \| \| Chondrichthyes \| \| \| \| \| \| Osteichthyes \| \| \| \| |
|  |                                                                 |
|  | Chondrichthyes                                                  |
|  |                                                                 |
|  | Osteichthyes                                                    |
|  |                                                                 |

|  | Chondrichthyes |
|  |                |
|  | Osteichthyes   |
|  |                |

|  | Janusiscus                                                      |
|  |                                                                 |
|  | \| \| Chondrichthyes \| \| \| \| \| \| Osteichthyes \| \| \| \| |
|  |                                                                 |
|  | Chondrichthyes                                                  |
|  |                                                                 |
|  | Osteichthyes                                                    |
|  |                                                                 |

|  | Chondrichthyes |
|  |                |
|  | Osteichthyes   |
|  |                |

|  | Jagorina   |
|  |            |
|  | Gemuendina |
|  |            |

|  | Arthrodira    |
|  |               |
|  | Ptyctodontida |
|  |               |

|  | Janusiscus                                                      |
|  |                                                                 |
|  | \| \| Chondrichthyes \| \| \| \| \| \| Osteichthyes \| \| \| \| |
|  |                                                                 |
|  | Chondrichthyes                                                  |
|  |                                                                 |
|  | Osteichthyes                                                    |
|  |                                                                 |

|  | Chondrichthyes |
|  |                |
|  | Osteichthyes   |
|  |                |

|  | Janusiscus                                                      |
|  |                                                                 |
|  | \| \| Chondrichthyes \| \| \| \| \| \| Osteichthyes \| \| \| \| |
|  |                                                                 |
|  | Chondrichthyes                                                  |
|  |                                                                 |
|  | Osteichthyes                                                    |
|  |                                                                 |

|  | Chondrichthyes |
|  |                |
|  | Osteichthyes   |
|  |                |

|  | Janusiscus                                                      |
|  |                                                                 |
|  | \| \| Chondrichthyes \| \| \| \| \| \| Osteichthyes \| \| \| \| |
|  |                                                                 |
|  | Chondrichthyes                                                  |
|  |                                                                 |
|  | Osteichthyes                                                    |
|  |                                                                 |

|  | Chondrichthyes |
|  |                |
|  | Osteichthyes   |
|  |                |

|  | Janusiscus                                                      |
|  |                                                                 |
|  | \| \| Chondrichthyes \| \| \| \| \| \| Osteichthyes \| \| \| \| |
|  |                                                                 |
|  | Chondrichthyes                                                  |
|  |                                                                 |
|  | Osteichthyes                                                    |
|  |                                                                 |

|  | Chondrichthyes |
|  |                |
|  | Osteichthyes   |
|  |                |

|  | Arthrodira    |
|  |               |
|  | Ptyctodontida |
|  |               |

|  | Janusiscus                                                      |
|  |                                                                 |
|  | \| \| Chondrichthyes \| \| \| \| \| \| Osteichthyes \| \| \| \| |
|  |                                                                 |
|  | Chondrichthyes                                                  |
|  |                                                                 |
|  | Osteichthyes                                                    |
|  |                                                                 |

|  | Chondrichthyes |
|  |                |
|  | Osteichthyes   |
|  |                |

|  | Janusiscus                                                      |
|  |                                                                 |
|  | \| \| Chondrichthyes \| \| \| \| \| \| Osteichthyes \| \| \| \| |
|  |                                                                 |
|  | Chondrichthyes                                                  |
|  |                                                                 |
|  | Osteichthyes                                                    |
|  |                                                                 |

|  | Chondrichthyes |
|  |                |
|  | Osteichthyes   |
|  |                |

|  | Janusiscus                                                      |
|  |                                                                 |
|  | \| \| Chondrichthyes \| \| \| \| \| \| Osteichthyes \| \| \| \| |
|  |                                                                 |
|  | Chondrichthyes                                                  |
|  |                                                                 |
|  | Osteichthyes                                                    |
|  |                                                                 |

|  | Chondrichthyes |
|  |                |
|  | Osteichthyes   |
|  |                |

|  | Janusiscus                                                      |
|  |                                                                 |
|  | \| \| Chondrichthyes \| \| \| \| \| \| Osteichthyes \| \| \| \| |
|  |                                                                 |
|  | Chondrichthyes                                                  |
|  |                                                                 |
|  | Osteichthyes                                                    |
|  |                                                                 |

|  | Chondrichthyes |
|  |                |
|  | Osteichthyes   |
|  |                |

|  | Arthrodira    |
|  |               |
|  | Ptyctodontida |
|  |               |

|  | Janusiscus                                                      |
|  |                                                                 |
|  | \| \| Chondrichthyes \| \| \| \| \| \| Osteichthyes \| \| \| \| |
|  |                                                                 |
|  | Chondrichthyes                                                  |
|  |                                                                 |
|  | Osteichthyes                                                    |
|  |                                                                 |

|  | Chondrichthyes |
|  |                |
|  | Osteichthyes   |
|  |                |

|  | Janusiscus                                                      |
|  |                                                                 |
|  | \| \| Chondrichthyes \| \| \| \| \| \| Osteichthyes \| \| \| \| |
|  |                                                                 |
|  | Chondrichthyes                                                  |
|  |                                                                 |
|  | Osteichthyes                                                    |
|  |                                                                 |

|  | Chondrichthyes |
|  |                |
|  | Osteichthyes   |
|  |                |

|  | Janusiscus                                                      |
|  |                                                                 |
|  | \| \| Chondrichthyes \| \| \| \| \| \| Osteichthyes \| \| \| \| |
|  |                                                                 |
|  | Chondrichthyes                                                  |
|  |                                                                 |
|  | Osteichthyes                                                    |
|  |                                                                 |

|  | Chondrichthyes |
|  |                |
|  | Osteichthyes   |
|  |                |

|  | Janusiscus                                                      |
|  |                                                                 |
|  | \| \| Chondrichthyes \| \| \| \| \| \| Osteichthyes \| \| \| \| |
|  |                                                                 |
|  | Chondrichthyes                                                  |
|  |                                                                 |
|  | Osteichthyes                                                    |
|  |                                                                 |

|  | Chondrichthyes |
|  |                |
|  | Osteichthyes   |
|  |                |

|  | Arthrodira    |
|  |               |
|  | Ptyctodontida |
|  |               |

|  | Janusiscus                                                      |
|  |                                                                 |
|  | \| \| Chondrichthyes \| \| \| \| \| \| Osteichthyes \| \| \| \| |
|  |                                                                 |
|  | Chondrichthyes                                                  |
|  |                                                                 |
|  | Osteichthyes                                                    |
|  |                                                                 |

|  | Chondrichthyes |
|  |                |
|  | Osteichthyes   |
|  |                |

|  | Janusiscus                                                      |
|  |                                                                 |
|  | \| \| Chondrichthyes \| \| \| \| \| \| Osteichthyes \| \| \| \| |
|  |                                                                 |
|  | Chondrichthyes                                                  |
|  |                                                                 |
|  | Osteichthyes                                                    |
|  |                                                                 |

|  | Chondrichthyes |
|  |                |
|  | Osteichthyes   |
|  |                |

|  | Janusiscus                                                      |
|  |                                                                 |
|  | \| \| Chondrichthyes \| \| \| \| \| \| Osteichthyes \| \| \| \| |
|  |                                                                 |
|  | Chondrichthyes                                                  |
|  |                                                                 |
|  | Osteichthyes                                                    |
|  |                                                                 |

|  | Chondrichthyes |
|  |                |
|  | Osteichthyes   |
|  |                |

|  | Janusiscus                                                      |
|  |                                                                 |
|  | \| \| Chondrichthyes \| \| \| \| \| \| Osteichthyes \| \| \| \| |
|  |                                                                 |
|  | Chondrichthyes                                                  |
|  |                                                                 |
|  | Osteichthyes                                                    |
|  |                                                                 |

|  | Chondrichthyes |
|  |                |
|  | Osteichthyes   |
|  |                |

|  | Jagorina   |
|  |            |
|  | Gemuendina |
|  |            |

|  | Arthrodira    |
|  |               |
|  | Ptyctodontida |
|  |               |

|  | Janusiscus                                                      |
|  |                                                                 |
|  | \| \| Chondrichthyes \| \| \| \| \| \| Osteichthyes \| \| \| \| |
|  |                                                                 |
|  | Chondrichthyes                                                  |
|  |                                                                 |
|  | Osteichthyes                                                    |
|  |                                                                 |

|  | Chondrichthyes |
|  |                |
|  | Osteichthyes   |
|  |                |

|  | Janusiscus                                                      |
|  |                                                                 |
|  | \| \| Chondrichthyes \| \| \| \| \| \| Osteichthyes \| \| \| \| |
|  |                                                                 |
|  | Chondrichthyes                                                  |
|  |                                                                 |
|  | Osteichthyes                                                    |
|  |                                                                 |

|  | Chondrichthyes |
|  |                |
|  | Osteichthyes   |
|  |                |

|  | Janusiscus                                                      |
|  |                                                                 |
|  | \| \| Chondrichthyes \| \| \| \| \| \| Osteichthyes \| \| \| \| |
|  |                                                                 |
|  | Chondrichthyes                                                  |
|  |                                                                 |
|  | Osteichthyes                                                    |
|  |                                                                 |

|  | Chondrichthyes |
|  |                |
|  | Osteichthyes   |
|  |                |

|  | Janusiscus                                                      |
|  |                                                                 |
|  | \| \| Chondrichthyes \| \| \| \| \| \| Osteichthyes \| \| \| \| |
|  |                                                                 |
|  | Chondrichthyes                                                  |
|  |                                                                 |
|  | Osteichthyes                                                    |
|  |                                                                 |

|  | Chondrichthyes |
|  |                |
|  | Osteichthyes   |
|  |                |

|  | Arthrodira    |
|  |               |
|  | Ptyctodontida |
|  |               |

|  | Janusiscus                                                      |
|  |                                                                 |
|  | \| \| Chondrichthyes \| \| \| \| \| \| Osteichthyes \| \| \| \| |
|  |                                                                 |
|  | Chondrichthyes                                                  |
|  |                                                                 |
|  | Osteichthyes                                                    |
|  |                                                                 |

|  | Chondrichthyes |
|  |                |
|  | Osteichthyes   |
|  |                |

|  | Janusiscus                                                      |
|  |                                                                 |
|  | \| \| Chondrichthyes \| \| \| \| \| \| Osteichthyes \| \| \| \| |
|  |                                                                 |
|  | Chondrichthyes                                                  |
|  |                                                                 |
|  | Osteichthyes                                                    |
|  |                                                                 |

|  | Chondrichthyes |
|  |                |
|  | Osteichthyes   |
|  |                |

|  | Janusiscus                                                      |
|  |                                                                 |
|  | \| \| Chondrichthyes \| \| \| \| \| \| Osteichthyes \| \| \| \| |
|  |                                                                 |
|  | Chondrichthyes                                                  |
|  |                                                                 |
|  | Osteichthyes                                                    |
|  |                                                                 |

|  | Chondrichthyes |
|  |                |
|  | Osteichthyes   |
|  |                |

|  | Janusiscus                                                      |
|  |                                                                 |
|  | \| \| Chondrichthyes \| \| \| \| \| \| Osteichthyes \| \| \| \| |
|  |                                                                 |
|  | Chondrichthyes                                                  |
|  |                                                                 |
|  | Osteichthyes                                                    |
|  |                                                                 |

|  | Chondrichthyes |
|  |                |
|  | Osteichthyes   |
|  |                |

|  | Arthrodira    |
|  |               |
|  | Ptyctodontida |
|  |               |

|  | Janusiscus                                                      |
|  |                                                                 |
|  | \| \| Chondrichthyes \| \| \| \| \| \| Osteichthyes \| \| \| \| |
|  |                                                                 |
|  | Chondrichthyes                                                  |
|  |                                                                 |
|  | Osteichthyes                                                    |
|  |                                                                 |

|  | Chondrichthyes |
|  |                |
|  | Osteichthyes   |
|  |                |

|  | Janusiscus                                                      |
|  |                                                                 |
|  | \| \| Chondrichthyes \| \| \| \| \| \| Osteichthyes \| \| \| \| |
|  |                                                                 |
|  | Chondrichthyes                                                  |
|  |                                                                 |
|  | Osteichthyes                                                    |
|  |                                                                 |

|  | Chondrichthyes |
|  |                |
|  | Osteichthyes   |
|  |                |

|  | Janusiscus                                                      |
|  |                                                                 |
|  | \| \| Chondrichthyes \| \| \| \| \| \| Osteichthyes \| \| \| \| |
|  |                                                                 |
|  | Chondrichthyes                                                  |
|  |                                                                 |
|  | Osteichthyes                                                    |
|  |                                                                 |

|  | Chondrichthyes |
|  |                |
|  | Osteichthyes   |
|  |                |

|  | Janusiscus                                                      |
|  |                                                                 |
|  | \| \| Chondrichthyes \| \| \| \| \| \| Osteichthyes \| \| \| \| |
|  |                                                                 |
|  | Chondrichthyes                                                  |
|  |                                                                 |
|  | Osteichthyes                                                    |
|  |                                                                 |

|  | Chondrichthyes |
|  |                |
|  | Osteichthyes   |
|  |                |

|  | Arthrodira    |
|  |               |
|  | Ptyctodontida |
|  |               |

|  | Janusiscus                                                      |
|  |                                                                 |
|  | \| \| Chondrichthyes \| \| \| \| \| \| Osteichthyes \| \| \| \| |
|  |                                                                 |
|  | Chondrichthyes                                                  |
|  |                                                                 |
|  | Osteichthyes                                                    |
|  |                                                                 |

|  | Chondrichthyes |
|  |                |
|  | Osteichthyes   |
|  |                |

|  | Janusiscus                                                      |
|  |                                                                 |
|  | \| \| Chondrichthyes \| \| \| \| \| \| Osteichthyes \| \| \| \| |
|  |                                                                 |
|  | Chondrichthyes                                                  |
|  |                                                                 |
|  | Osteichthyes                                                    |
|  |                                                                 |

|  | Chondrichthyes |
|  |                |
|  | Osteichthyes   |
|  |                |

|  | Janusiscus                                                      |
|  |                                                                 |
|  | \| \| Chondrichthyes \| \| \| \| \| \| Osteichthyes \| \| \| \| |
|  |                                                                 |
|  | Chondrichthyes                                                  |
|  |                                                                 |
|  | Osteichthyes                                                    |
|  |                                                                 |

|  | Chondrichthyes |
|  |                |
|  | Osteichthyes   |
|  |                |

|  | Janusiscus                                                      |
|  |                                                                 |
|  | \| \| Chondrichthyes \| \| \| \| \| \| Osteichthyes \| \| \| \| |
|  |                                                                 |
|  | Chondrichthyes                                                  |
|  |                                                                 |
|  | Osteichthyes                                                    |
|  |                                                                 |

|  | Chondrichthyes |
|  |                |
|  | Osteichthyes   |
|  |                |

|  | Jagorina   |
|  |            |
|  | Gemuendina |
|  |            |

|  | Arthrodira    |
|  |               |
|  | Ptyctodontida |
|  |               |

|  | Janusiscus                                                      |
|  |                                                                 |
|  | \| \| Chondrichthyes \| \| \| \| \| \| Osteichthyes \| \| \| \| |
|  |                                                                 |
|  | Chondrichthyes                                                  |
|  |                                                                 |
|  | Osteichthyes                                                    |
|  |                                                                 |

|  | Chondrichthyes |
|  |                |
|  | Osteichthyes   |
|  |                |

|  | Janusiscus                                                      |
|  |                                                                 |
|  | \| \| Chondrichthyes \| \| \| \| \| \| Osteichthyes \| \| \| \| |
|  |                                                                 |
|  | Chondrichthyes                                                  |
|  |                                                                 |
|  | Osteichthyes                                                    |
|  |                                                                 |

|  | Chondrichthyes |
|  |                |
|  | Osteichthyes   |
|  |                |

|  | Janusiscus                                                      |
|  |                                                                 |
|  | \| \| Chondrichthyes \| \| \| \| \| \| Osteichthyes \| \| \| \| |
|  |                                                                 |
|  | Chondrichthyes                                                  |
|  |                                                                 |
|  | Osteichthyes                                                    |
|  |                                                                 |

|  | Chondrichthyes |
|  |                |
|  | Osteichthyes   |
|  |                |

|  | Janusiscus                                                      |
|  |                                                                 |
|  | \| \| Chondrichthyes \| \| \| \| \| \| Osteichthyes \| \| \| \| |
|  |                                                                 |
|  | Chondrichthyes                                                  |
|  |                                                                 |
|  | Osteichthyes                                                    |
|  |                                                                 |

|  | Chondrichthyes |
|  |                |
|  | Osteichthyes   |
|  |                |

|  | Arthrodira    |
|  |               |
|  | Ptyctodontida |
|  |               |

|  | Janusiscus                                                      |
|  |                                                                 |
|  | \| \| Chondrichthyes \| \| \| \| \| \| Osteichthyes \| \| \| \| |
|  |                                                                 |
|  | Chondrichthyes                                                  |
|  |                                                                 |
|  | Osteichthyes                                                    |
|  |                                                                 |

|  | Chondrichthyes |
|  |                |
|  | Osteichthyes   |
|  |                |

|  | Janusiscus                                                      |
|  |                                                                 |
|  | \| \| Chondrichthyes \| \| \| \| \| \| Osteichthyes \| \| \| \| |
|  |                                                                 |
|  | Chondrichthyes                                                  |
|  |                                                                 |
|  | Osteichthyes                                                    |
|  |                                                                 |

|  | Chondrichthyes |
|  |                |
|  | Osteichthyes   |
|  |                |

|  | Janusiscus                                                      |
|  |                                                                 |
|  | \| \| Chondrichthyes \| \| \| \| \| \| Osteichthyes \| \| \| \| |
|  |                                                                 |
|  | Chondrichthyes                                                  |
|  |                                                                 |
|  | Osteichthyes                                                    |
|  |                                                                 |

|  | Chondrichthyes |
|  |                |
|  | Osteichthyes   |
|  |                |

|  | Janusiscus                                                      |
|  |                                                                 |
|  | \| \| Chondrichthyes \| \| \| \| \| \| Osteichthyes \| \| \| \| |
|  |                                                                 |
|  | Chondrichthyes                                                  |
|  |                                                                 |
|  | Osteichthyes                                                    |
|  |                                                                 |

|  | Chondrichthyes |
|  |                |
|  | Osteichthyes   |
|  |                |

|  | Arthrodira    |
|  |               |
|  | Ptyctodontida |
|  |               |

|  | Janusiscus                                                      |
|  |                                                                 |
|  | \| \| Chondrichthyes \| \| \| \| \| \| Osteichthyes \| \| \| \| |
|  |                                                                 |
|  | Chondrichthyes                                                  |
|  |                                                                 |
|  | Osteichthyes                                                    |
|  |                                                                 |

|  | Chondrichthyes |
|  |                |
|  | Osteichthyes   |
|  |                |

|  | Janusiscus                                                      |
|  |                                                                 |
|  | \| \| Chondrichthyes \| \| \| \| \| \| Osteichthyes \| \| \| \| |
|  |                                                                 |
|  | Chondrichthyes                                                  |
|  |                                                                 |
|  | Osteichthyes                                                    |
|  |                                                                 |

|  | Chondrichthyes |
|  |                |
|  | Osteichthyes   |
|  |                |

|  | Janusiscus                                                      |
|  |                                                                 |
|  | \| \| Chondrichthyes \| \| \| \| \| \| Osteichthyes \| \| \| \| |
|  |                                                                 |
|  | Chondrichthyes                                                  |
|  |                                                                 |
|  | Osteichthyes                                                    |
|  |                                                                 |

|  | Chondrichthyes |
|  |                |
|  | Osteichthyes   |
|  |                |

|  | Janusiscus                                                      |
|  |                                                                 |
|  | \| \| Chondrichthyes \| \| \| \| \| \| Osteichthyes \| \| \| \| |
|  |                                                                 |
|  | Chondrichthyes                                                  |
|  |                                                                 |
|  | Osteichthyes                                                    |
|  |                                                                 |

|  | Chondrichthyes |
|  |                |
|  | Osteichthyes   |
|  |                |

|  | Arthrodira    |
|  |               |
|  | Ptyctodontida |
|  |               |

|  | Janusiscus                                                      |
|  |                                                                 |
|  | \| \| Chondrichthyes \| \| \| \| \| \| Osteichthyes \| \| \| \| |
|  |                                                                 |
|  | Chondrichthyes                                                  |
|  |                                                                 |
|  | Osteichthyes                                                    |
|  |                                                                 |

|  | Chondrichthyes |
|  |                |
|  | Osteichthyes   |
|  |                |

|  | Janusiscus                                                      |
|  |                                                                 |
|  | \| \| Chondrichthyes \| \| \| \| \| \| Osteichthyes \| \| \| \| |
|  |                                                                 |
|  | Chondrichthyes                                                  |
|  |                                                                 |
|  | Osteichthyes                                                    |
|  |                                                                 |

|  | Chondrichthyes |
|  |                |
|  | Osteichthyes   |
|  |                |

|  | Janusiscus                                                      |
|  |                                                                 |
|  | \| \| Chondrichthyes \| \| \| \| \| \| Osteichthyes \| \| \| \| |
|  |                                                                 |
|  | Chondrichthyes                                                  |
|  |                                                                 |
|  | Osteichthyes                                                    |
|  |                                                                 |

|  | Chondrichthyes |
|  |                |
|  | Osteichthyes   |
|  |                |

|  | Janusiscus                                                      |
|  |                                                                 |
|  | \| \| Chondrichthyes \| \| \| \| \| \| Osteichthyes \| \| \| \| |
|  |                                                                 |
|  | Chondrichthyes                                                  |
|  |                                                                 |
|  | Osteichthyes                                                    |
|  |                                                                 |

|  | Chondrichthyes |
|  |                |
|  | Osteichthyes   |
|  |                |

## Publication originale
- (en) Min Zhu, Per E. Ahlberg, Zhaohui Pan, Youan Zhu, Tuo Qiao, Wenjin Zhao, Liantao Jia et Jing Lu, « A Silurian maxillate placoderm illuminates jaw evolution », Science, vol. 354, no 6310,‎ 21 octobre 2016, p. 334–336 (ISSN 0036-8075, PMID 27846567, DOI 10.1126/science.aah3764, S2CID 45922669, lire en ligne)